# Epistola lui Pavel către coloseni
Epistola către coloseni este a șaptea dintre epistolele pauline în canonul Noului Testament. Majoritatea covârșitoare a criticilor contemporani este în favoarea autenticității epistolei. Este adresată de Pavel Bisericii din Colose.

## Structura
1. Introducere (1.1-8)
  1. Salutare (1.1-2)
  2. Rugăciune de mulțumire (1.3-8)
2. Cuprins (1.9-4.6)
  1. Expunere teologică (1.9-2.7)
  2. Avertizare cu privire la falșii învățători (2.8-23)
  3. Îndemnuri (3.1-4.6)
3. Încheiere (4.7-18)
  1. Mesaje despre colaboratorii lui Pavel (4.7-14)
  2. Mesaj cu privire la Biserica din Laodiceea (4.15-16)
  3. Mesaj pentru Arhip (4.17)
  4. Binecuvântare (4.18)